# بلدسو (آریزونا)
بلدسو (به انگلیسی: Bledsoe) یک منطقهٔ مسکونی در ایالات متحده آمریکا است که در آریزونا واقع شده‌است. بلدسو ۱٬۶۹۰ متر بالاتر از سطح دریا واقع شده‌است.